# أولاد عبد السلام (أولاد سعيد)
أولاد عبد السلام هو دُوَّار يقع بجماعة حرارة، إقليم آسفي، جهة مراكش آسفي في المملكة المغربية. ينتمي الدوّار لمشيخة أولاد سعيد التي تضم 14 دوار. يقدر عدد سكانه بـ 328 نسمة حسب الإحصاء الرسمي للسكان والسكنى لسنة 2004.

## روابط خارجية
- البوابة الوطنية للجماعات الترابية
- المندوبية السامية للتخطيط